# Астрит Фазлију
Астрит Фазлију (алб. Astrit Fazliu; Урошевац, 28. октобар 1987) албански је фудбалер са Косова и Метохије. Игра на позицији крилног играча, а тренутно наступа за Феризај.

## Приватни живот
Првог сина, Дајена, добио је 3. октобра 2015. године.